# Open Whisper Systems
Open Whisper Systems era un gruppo no profit per lo sviluppo di progetti software open source collaborativi con l'obiettivo di "rendere le comunicazioni private semplici".
Il gruppo è nato nel 2013 e consisteva di una piccola squadra di sviluppatori e di una grande comunità di volontari.
Open Whisper Systems era mantenuta da donazioni e contributi e tutti i loro prodotti sono stati rilasciati come software libero e open source sotto licenza GNU General Public License (GPL) version 3.
Nel 2018, il fondatore di Open Whisper Systems Moxie Marlinspike e il co-fondatore di WhatsApp Brian Acton hanno annunciato la creazione della fondazione Signal, una organizzazione no profit il cui scopo è "supportare, accelerare ed ampliare la missione di Signal nel rendere la comunicazione privata accessibile e onnipresente".

## Progetti
I loro progetti erano:
- AxolotlKit: un'implementazione libera dell'algoritmo per la gestione delle chiavi crittografiche Axolotl, in seguito rinominato Double Ratchet.
- BitHub: un servizio che automaticamente pagherà una percentuale in bitcoin per ogni richiesta al GitHub repository.
- Signal: applicativo di messaggistica istantanea, inizialmente noto come TextSecure.
- TextSecure-Server: software che gestisce l'instradamento di messaggi per il canale dati di Signal. Una comunicazione client-server protetta da TLS.
- RedPhone: applicazione Android per chiamate crittografate.

## Sostegno e media
Il contractor dell'NSA Edward Snowden ha più volte elogiato pubblicamente le applicazioni dell'Open Whisper System. In un suo importante discorso avvenuto all'SXSW a Marzo 2014 ha elogiato TextSecure e Redphone per la loro facilità di utilizzo. Durante un'intervista al "The New Yorker" dell'ottobre 2014 ha raccomandato di utilizzare "qualunque prodotto proveniente dall'Open Whisper Systems". Inoltre, durante un intervento a distanza ospitato dall'Università Ryerson e dall'associazione dei "Giornalisti canadesi per la libertà di espressione" del marzo 2015, Snowden ha affermato che Signal sia un prodotto molto buono e di conoscere le sue funzioni di sicurezza. Quando gli è stato chiesto, durante un incontro Reddit nel maggio 2015, riguardo alle applicazioni criptate di messaggistica istantanea ha raccomandato "Signal per iOS, Redphone/TextSecure per Android".
Nel novembre 2015, Snowden ha twittato che lui utilizza Signal "ogni giorno"
Nell'ottobre 2014, l'Electronic Frontier Foundation (EFF) ha incluso TextSecure, Signal e Redphone nell'aggiornamento della loro "Guida per l'autodifesa dalla sorveglianza".
Il 28 dicembre 2014, Der Spiegel ha pubblicato delle slides provenienti da una presentazione interna dell'NSA datata giugno 2012, in cui l'NSA definisce Redphone come una delle "maggiori minacce" alla sua missione e, se utilizzata insieme ad altri applicativi per la privacy come Cspace, Tor, Tails e TrueCrypt come "catastrofici" e che portano ad una "quasi totale perdita/mancanza per l'intercettazione delle comunicazioni degli obiettivi…"